# 围棋九品制
圍棋九品制是古代中國對圍棋棋手的一種棋力評定，最早紀錄見於三國曹魏邯鄲淳的《藝經·棋品》。

## 解說
1.入神:（上上）變化不測，而能先知，精義入神，不戰而屈人之棋，無與之敵者。
2.坐照:（上中）入神饒半先，則不勉而中，不思而得，至虛善應。
3.具體:（上下）入神饒一先，臨局之際，造形則悟，具入神之體而微者也。
4.通幽:（中上）受高者兩先，臨局之際，見形阻能善應變，或戰或否，意在通幽。
5.用智:（中中）受饒三子，未能通幽，戰則用智以致其功。
6.小巧:（中下）受饒四子，不務遠圖，好施小巧。
7.鬥力:（下上）受饒五子，動則必戰，與敵相抗，不用其智而專鬥力。
8.若愚:（下中）
9.守拙:（下下）

## 歷史上入品者
- 琅邪王抗（刘宋人），第一品。
- 吳郡褚思莊（刘宋人），第二品。
- 會稽夏赤松（刘宋人），第二品。[2]
- 泰山南城羊玄保（刘宋人 371－464），第三品。[3]
- 蕭道成（齊高帝 427年－482年），第二品。[4]
- 蕭鸞（齊明帝 452年－498年），第三品。[5]
- 濟陽考城江斅（南朝宋齊間人 452－495年），第五品。[6]
- 彭城武原到溉（南朝梁人 477－548），第六品。[7]
- 吴郡褚胤（刘宋人），七岁已达高品。